# Idaea abundata
Idaea abundata är en fjärilsart som beskrevs av Franz Dannehl 1933. Idaea abundata ingår i släktet Idaea och familjen mätare. Inga underarter finns listade i Catalogue of Life.